# Gudrun Torpadie
Gudrun Berta Thusnelda Torpadie-Lindblom, född 28 december 1866 i Göteborg, död 30 april 1902 i Paris var en svensk konsertsångerska. Hon turnerade i bland annat USA. Hon gifte sig 1896 med författaren och journalisten Theodor Lindblom.